# Андрыч, Нина
Нина Андрыч (пол. Ninosława Andrycz; 11 ноября 1912 — 31 января 2014) — польская актриса театра и кино. Последний фильм с её участием вышел на экраны в 2009 году. Актрису называли «Великая Дама польского театра» из-за её долгой и успешной карьеры.

## Биография
В 1935 году окончила Институт театральных искусств в Варшаве. После окончания обучения работала в Польском театре (Варшава) с перерывом на время второй мировой войны. Яркий темперамент обеспечил успех в исполнении в первую очередь ролей романтического характера. Среди лучших театральных работ: Соланж («Лето в Ноан» Я. Ивашкевича), Химена («Сид» П. Корнеля), леди Мильфорд («Коварство и любовь» Ф. Шиллера), Жанна («Святая Иоанна» Б. Шоу), Мария Стюарт (одноимённая пьеса Ю. Словацкого).
В 1947—1968 годах была замужем за премьер-министром ПНР Юзефом Циранкевичем.
Нина Андрыч умерла 31 января 2014 в Варшаве в возрасте 101 года.

## Фильмография
- Сердце на ладони

## Роли в театре
- Наталья Пушкина — "Последние дни" М. Булгакова, 1949